# Moldavië op het Junior Eurovisiesongfestival 2010
Moldavië koos zijn inzending voor het Junior Eurovisiesongfestival 2010 via de nationale finale. De winnaar van deze show was Ștefan Roșcovan, met zijn lied Ali Baba.

## Selectie
Stefăn Roşcovan won de nationale finale, hiermee won hij de eer om zijn land te vertegenwoordigen op het  Junior Eurovisiesongfestival 2010.
| #  | Artiest            | Lied                                       | Jury | Televote | Totaal | Plaats |
| -- | ------------------ | ------------------------------------------ | ---- | -------- | ------ | ------ |
| 1  | Daniela Corcodel   | "Zborul” (Flight)                          | 0    | 5        | 5      | 10     |
| 2  | Natalia Turcan     | "Zbor" (Flight)                            | 1    | 0        | 1      | 12     |
| 3  | Valeria Paşa       | "Visul meu" (My dream)                     | 6    | 4        | 10     | 4      |
| 4  | Ecaterina Cojocaru | "Doar Mama" (Just Mom)                     | 3    | 6        | 9      | 7      |
| 5  | Diana Sturza       | "Sa Ne Distram" (To have fun)              | 8    | 1        | 9      | 6      |
| 6  | Star-Ty            | "Network"                                  | 2    | 8        | 10     | 3      |
| 7  | Mihaela Tatarciuc  | "Pianistul" (Pianist)                      | 7    | 2        | 9      | 5      |
| 8  | Cornelia Vozian    | "Daca Ar Fi" (It it)                       | 4    | 0        | 4      | 11     |
| 9  | Paula Paraschiv    | "Ce-ar Fi Lumea" (What would be the world) | 5    | 3        | 8      | 8      |
| 10 | Adriana Popovici   | "Summer Day, Summer Night"                 | 0    | 7        | 7      | 9      |
| 11 | LolliPops          | "Un Noroc Si-un Dor" (A chance and a miss) | 10   | 10       | 20     | 2      |
| 12 | Ștefan Roșcovan    | "Alli Baba"                                | 12   | 12       | 24     | 1      |

## In Minsk
Op de avond van de finale trad  Ştefan als tweede op na Litouwen en voor Nederland. Ştefan Roşcovan was de eerste deelnemer namens Moldavië. Hij zong het lied Ali Baba, dat gaat over het sprookje van de veertig rovers. Hij werd achtste met 54 punten. Het verschil met Nederland bedroeg toen slechts 2 punten.
2010 · 2011 · 2012 · 2013 · 2014-2024
Armenië · België · Georgië · Letland · Litouwen · Macedonië · Malta · Moldavië · Nederland · Oekraïne · Rusland · Servië · Wit-Rusland · Zweden